# Cục Khí tượng (Hàn Quốc)

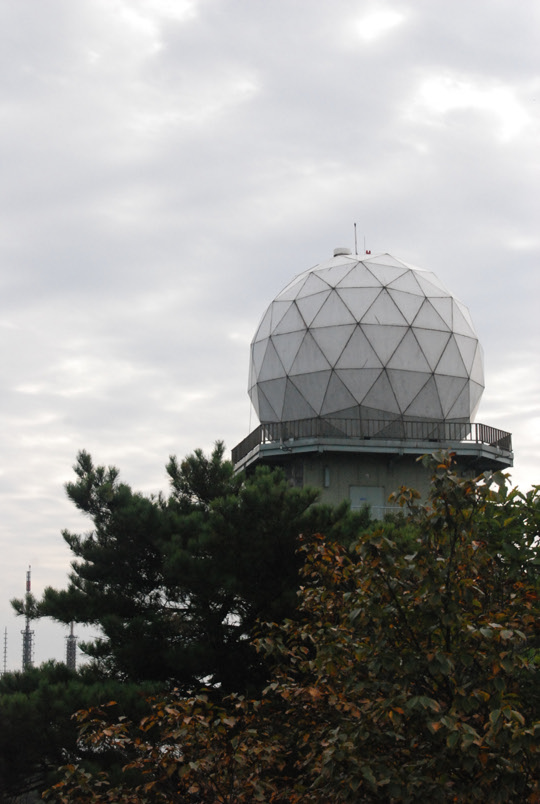
Cục Khí tượng Hàn Quốc - Đài quan sát Radar Gwanak

Cục Khí tượng Hàn Quốc (tiếng Hàn: 기상청; Hanja: 氣象廳; Romaja: Gisangcheong) (KMA) là cơ quan khí tượng quốc gia Hàn Quốc. Dịch vụ này bắt đầu vào năm 1904 khi gia nhập WMO vào năm 1956. Dự báo thời tiết bằng số được thực hiện bằng bộ phần mềm Mô hình Thống nhất .

## Lịch sử
Chính quyền hiện tại được thành lập vào năm 1990. Các đài quan sát tạm thời được thành lập vào năm 1904 tại Busan, Incheon, Mokpo và các nơi khác là tiền thân của KMA hiện tại. Văn phòng Khí tượng Trung ương (CMO) được thành lập vào tháng 8 năm 1949. Vào tháng 4 năm 1978, CMO được đổi tên thành Cục Khí tượng Hàn Quốc (KMS). Năm 1999, Cục đã giới thiệu một siêu máy tính khí tượng để dự báo. Tính đến tháng 11 năm 2021, siêu máy tính Guru và Maru lần lượt xếp thứ 27 và 28 trên thế giới. Năm 2010, KMA đã phóng vệ tinh khí tượng địa tĩnh đầu tiên của Hàn Quốc, Vệ tinh Truyền thông, Đại dương và Khí tượng (COMS), còn được gọi là Chollian. Chollian bắt đầu hoạt động chính thức vào năm 2011. Các đài quan sát Seoul và Busan đã được Cơ quan Khí tượng Thế giới (WMO) công nhận là Trạm quan sát trăm năm vào năm 2017. Năm 2019, Chính quyền đã hoàn thành việc phát triển mô hình dự báo thời tiết số của riêng mình. Các kỹ năng và kỹ thuật dự báo của Chính quyền được coi là đẳng cấp thế giới.

## Dự án Radar thời tiết
Vào năm 2013, Tập đoàn Điện tử Doanh nghiệp (EEC) có trụ sở tại Hoa Kỳ nằm ngoài Enterprise, Alabama đã giành được hợp đồng cung cấp 11 hệ thống radar thời tiết Doppler phân cực kép Klystron băng tần S cho KMA. Các radar sẽ được lắp đặt trên toàn quốc như một phương tiện cung cấp vùng phủ sóng radar thời tiết hoàn chỉnh trên toàn quốc.

## Vị trí
Trụ sở chính hiện nay được đặt tại Khu phức hợp Chính phủ Daejeon, Cheongsa-ro, Seo-gu, Daejeon. Trụ sở cũ đặt tại Daebang-dong, Dongjak-gu, Seoul. Các cơ quan hợp tác bao gồm chủ yếu 5 loại: văn phòng khu vực của KMA, trạm thời tiết , đài quan sát và văn phòng chung để quan sát khí tượng.